# Берг, Линдси
Линдси Напела Берг (англ. Lindsey Napela Berg; род. 16 июля 1980) ― американская волейболистка. Родилась в Гонолулу, Гавайи, играла в команде университета Миннесоты. Принимала участие в трёх Олимпийских играх за сборную США, завоевав при этом две серебряные медали.

## Карьера

### Учёба
Линдси Берг училась в университете Миннесоты и играла в школьной команде по волейболу. Выступала за команду All-Big Ten в 1999, 2000 и 2001 годах.

### Участие в профессиональном спорте
Выступала в соревнованиях Профессиональной лиги США по волейболу 2002 года в составе клуба Minnesota Chill. Была названа выдающимся подающим. С 2005 по 2008 год играла в итальянской Серии лиги А.

### Международные соревнования
Берг присоединилась к американской сборной в январе 2003 года. В том же году сыграла в 44 матчах своей команды и за всё время своего пребывания в ней осуществила 1093 результативные подачи. Была названа лучшим пасующим среди участников Панамериканского кубка и внесла свой вклад в победу команды США на турнире. В 2004 году Берг снова была названа лучшим пасующим Панамериканского кубка, а игроки её команды на этот раз были удостоены серебряных медалей. Играла в составе американской сборной на летних Олимпийских играх 2004 года.
В 2005 году Берг была названа лучшим пасующим Панамериканского кубка третий год подряд, однако команда США на этот раз осталась без медалей. На Континентальном чемпионате NORCECA также была признана лучшим пасующим, а команда США выиграла золото. В 2006 году Берг выступал за США в Мировом гран-при. В 2007 году выиграла бронзовую медаль на Кубке мира FIVB и серебряную медаль на Чемпионате NORCECA.
Берг была капитаном команды на летних Олимпийских играх 2008 года. Она сыграла в 25 сетах, и её сборная в итоге завоевала серебряные медали. Была названа «волейболисткой года» в США. Приняла участие в сезоне 2009 года, чтобы восстановиться после операции, проведённой после Олимпиады. В 2010 году сыграла в Чемпионате мира FIVB, команда США заняла четвёртое место.
На Кубке мира по волейболу среди женщин 2011 года Берг сыграла со своей командой 10 матчей из 11 : США заняли второе место, а сама волейболистка оказалась допущена к Олимпийским играм 2012 года. На Чемпионате Северной, Центральной Америки и Карибского бассейна по волейболу среди женщин 2011 была признана лучшим пасующим турнира, а её команда одержала победу. Также выиграла золотую медаль на Мировом гран-при ФИВБ. В 2011 году снова была названа «волейболисткой года» в США. На летних Олимпийских играх 2012 Берг играла на позиции сеттера в семи матчах из восьми и завоевала серебряную медаль.

## Личная информация
Линдси Берг родилась в Гонолулу, Гавайи, 16 июля 1980 года. Окончила среднюю школу Пунахоу, что на Гавайских островах, затем училась в университете Миннесоты.
Берг прошла ортокин-терапию до Олимпиады 2012 с целью лечения хронических болей в левом колене, которое беспокоили её на протяжении четырёх лет. Она заплатила €6000 за процедуру, при этом ни её профессиональная волейбольная команда в Италии, ни олимпийская команда США не покрыли эти расходы.
Линдси также занимается организацией молодёжных волейбольных лагерей.